# 180643 Cardoen
180643 Cardoen este un asteroid din centura principală de asteroizi.

## Descriere
180643 Cardoen este un asteroid din centura principală de asteroizi. A fost descoperit pe 14 aprilie 2004 la Vicques de Michel Ory. Asteroidul prezintă o orbită caracterizată de o semiaxă mare de 2,55 ua, o excentricitate de 0,09 și o înclinație de 9,1° în raport cu ecliptica.